# سد کراسنوکلوتچوسکایا
سد کراسنوکلوتچوسکایا (به لاتین: Krasnoklutchevskaya Dam) یک سد در روسیه است که در Krasniy Klutch, Bashkortostan, Russia واقع شده‌است.